# Ramphocorixa acuminata
Ramphocorixa acuminata är en insektsart som först beskrevs av Philip Reese Uhler 1897.  Ramphocorixa acuminata ingår i släktet Ramphocorixa och familjen buksimmare. Inga underarter finns listade i Catalogue of Life.